# Pholidobolus annectens
Pholidobolus annectens är en ödleart som beskrevs av  Parker 1930. Pholidobolus annectens ingår i släktet Pholidobolus och familjen Gymnophthalmidae. IUCN kategoriserar arten globalt som starkt hotad. Inga underarter finns listade i Catalogue of Life.